# Oxynoemacheilus simavicus
Oxynoemacheilus simavicus és una espècie de peix de la família dels balitòrids i de l'ordre dels cipriniformes que es troba a Turquia.